# Pogaina
Pogaina är ett släkte av plattmaskar. Pogaina ingår i familjen Provorticidae.
Släktet innehåller bara arten Pogaina suecica.